# Nina Cassian
Pour les articles homonymes, voir Cassian.
Nina Cassian, de son vrai nom Renée Annie Cassian, née le 27 novembre 1924 à Galați en Roumanie et morte le 15 avril 2014 à New York, est une poétesse, journaliste, critique de cinéma, compositeur, traductrice (entre autres de Bertolt Brecht, Christian Morgenstern, Yannis Ritsos, Paul Celan).

## Biographie
En 1985, alors qu'elle se trouve aux États-Unis pour y donner des cours, l'un de ses amis, Gheorghe Ursu, est arrêté par la Securitate, la police politique roumaine. Dans le journal intime de cet ami figurent certains de ses poèmes satiriques. Bannie par l'État roumain, elle obtient l'asile politique aux États-Unis où séjournait à l'époque et où elle réside depuis cette date (New York). 
Nina Cassian a publié plus de cinquante ouvrages poétiques.